# Hydrostachyaceae
Hydrostachyaceae es una familia de plantas con flores con un único género Hydrostachys con 36 especies que pertenece al orden Cornales.
Son plantas acuáticas perennes, tuberosas con hojas sumergidas, simples o compuestas, cuando se dividen son bipinnadas. Las flores se agrupan densamente en inflorescencias. Los frutos son cápsulas con numerosas semillas.

## Especies seleccionadas
- Hydrostachys angustisecta
- Hydrostachys bismarckii
- Hydrostachys cristulata
- Hydrostachys decaryi
- Hydrostachys distichophylla

- Datos: Q1136814
- Multimedia: Hydrostachyaceae / Q1136814
- Especies: Hydrostachyaceae